# 行先標
行先標（ゆきさきひょう、いきさきひょう）は、鉄道の列車やバスに掲出される行き先などを示した板。行先票と表記されることもあり、方向板、系統板、行先板、行先標示板ともいう。幕式のものについては「方向幕」の項を参照されたい。列車の前面に掲示され、列車種別ならびに行先を表示する板を特に運行標識板と称することもある。列車愛称のみを掲示するものについては、同じく「方向幕#ヘッドマーク」を参照のこと。

## 概要
列車やバスなどの行き先を示すため、車体前面や側面に掲出される。

### 鉄道車両

#### 日本
日本国有鉄道（以下国鉄）では「列車行先札」の電報略号を「サボ」としていた。これは、「サインボード」の略称といわれる。
その他にも、中・長距離列車が機関車牽引の客車列車を中心とした時代、行き先は車体側面に表示されるのが一般的だったため、それを意味する「サイドボード」や「サービスボード」の略であるという説もある。
呼称は各鉄道事業者によって異なっており、一般的には「方向板」と称していたが、近畿日本鉄道では、前面に掲出する方向板のことを「運行標識」と称していた。
行先標の設置方式（「サボ受け」の形状）には差込式、落し込み式、吊り下げ式の3種類があり、また、サボ受けの設置場所も車両により様々である。

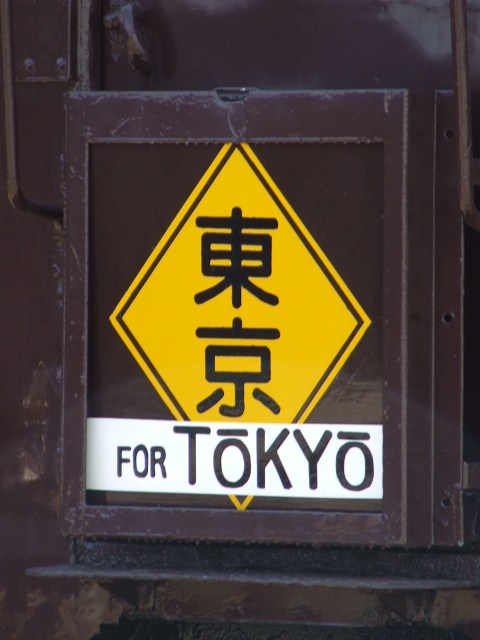
クモハ40074保存車の先頭に掲げられた行先標
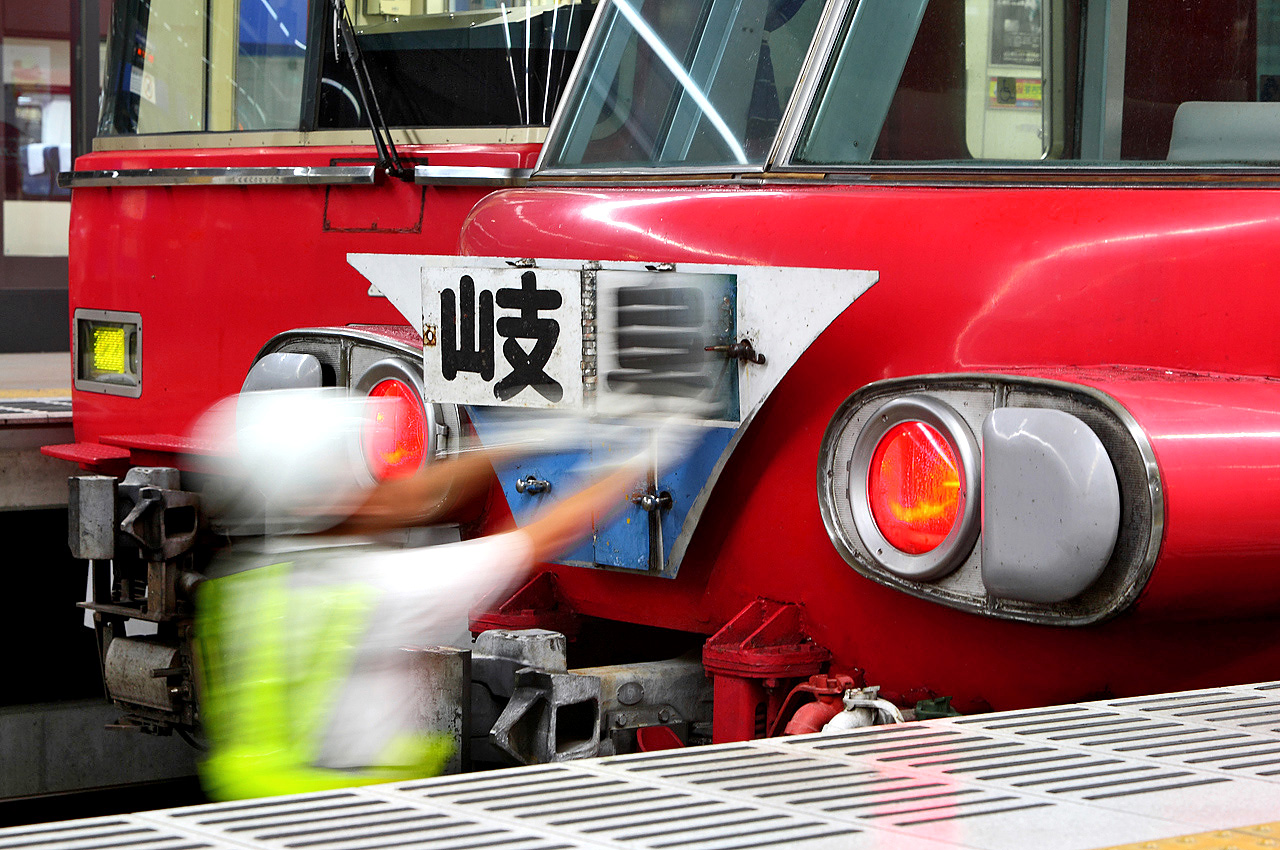
めくり式 名古屋鉄道「パノラマカー」の横めくりのものはブック式とも呼ばれる
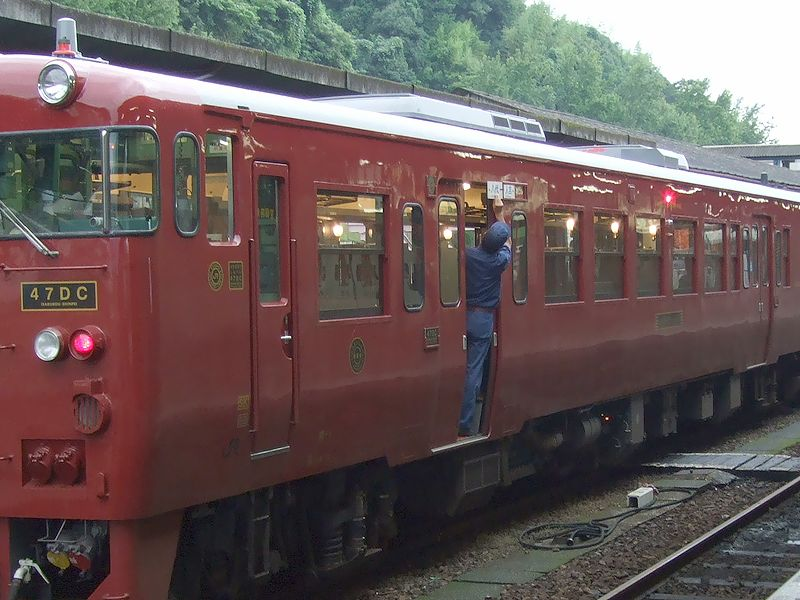
側面行先標の交換作業（人吉駅）

#### 韓国
韓国鉄道公社 (KORAIL) 在来線では、2000年代以降も行先標が主流となっている。韓国では、日本のような種別はなく、列車名によって区別されているため、行先標には「列車名|出発駅→到着駅」のように記載されており、裏面は出発駅と到着駅が逆となっている。なお、行き先には英語とともに漢字でも表記される（ただし、新しい行先標では漢字は省略されている場合もある）。

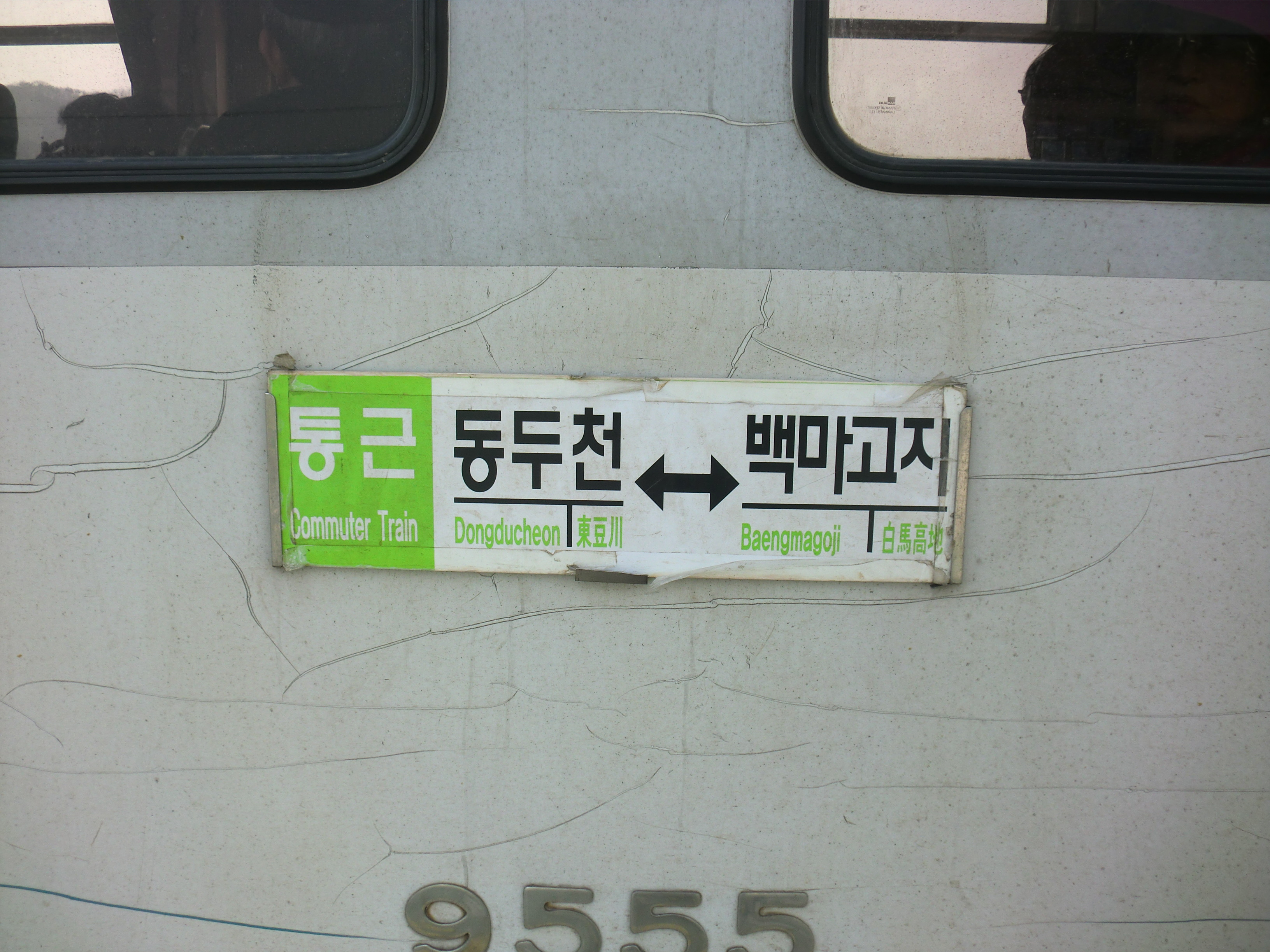
韓国における通勤列車の行先標

#### スイス
ベルニナ特急の行先標は出発駅（クール）・中間駅（ポントレジーナ）・到着駅（ティラーノ）の表示で「Chur - Pontresina - Tirano」と表記されている。

#### 中国
中国国鉄（現・中国鉄路総公司）のほとんどは行先標を車体側面に設置するだけだ。 列車の番号、出発駅、到着駅が書かれたもので。中国語で一般に「水牌」として知られています。

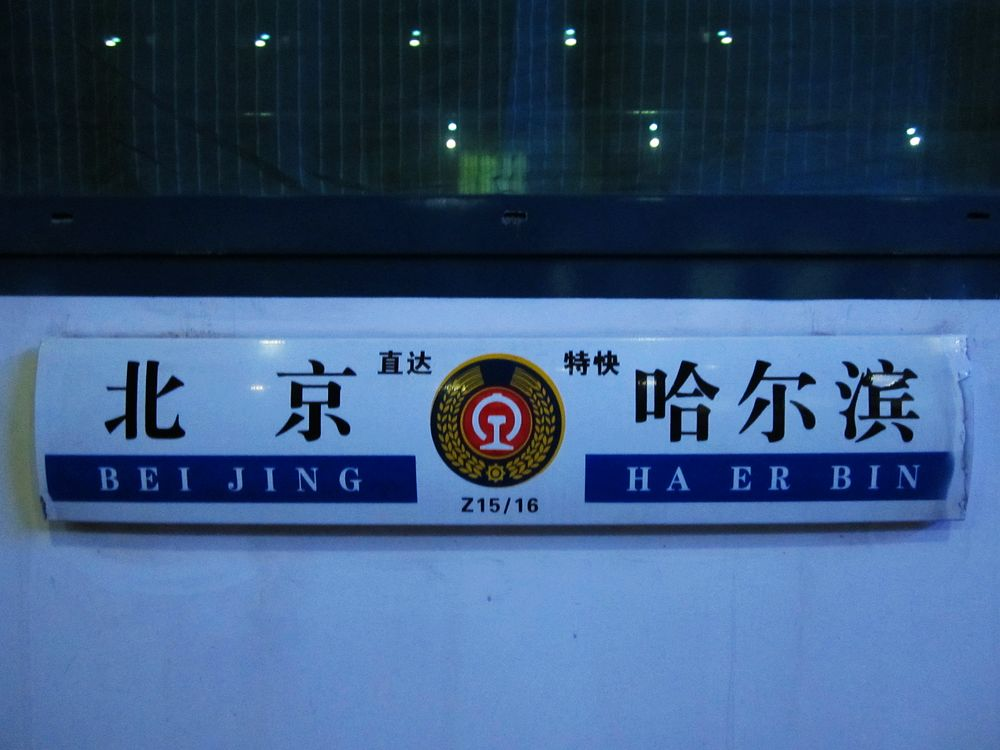
Z15/16次列車の行先標

### バス
バスにおいては、日本では幕式が主流となっているが、台湾などでは行先標式が多い。LED式の行先表示器を装備したバスも増えてきている。

## 号車札・種別札・愛称札
車両の番号を示す表示として号車札（ごうしゃふだ）、列車種別・列車愛称を示すものに種別札（しゅべつふだ）・愛称札（あいしょうふだ）がある。
号車札は増解結を行う多層建て列車には必要なものでもあった。

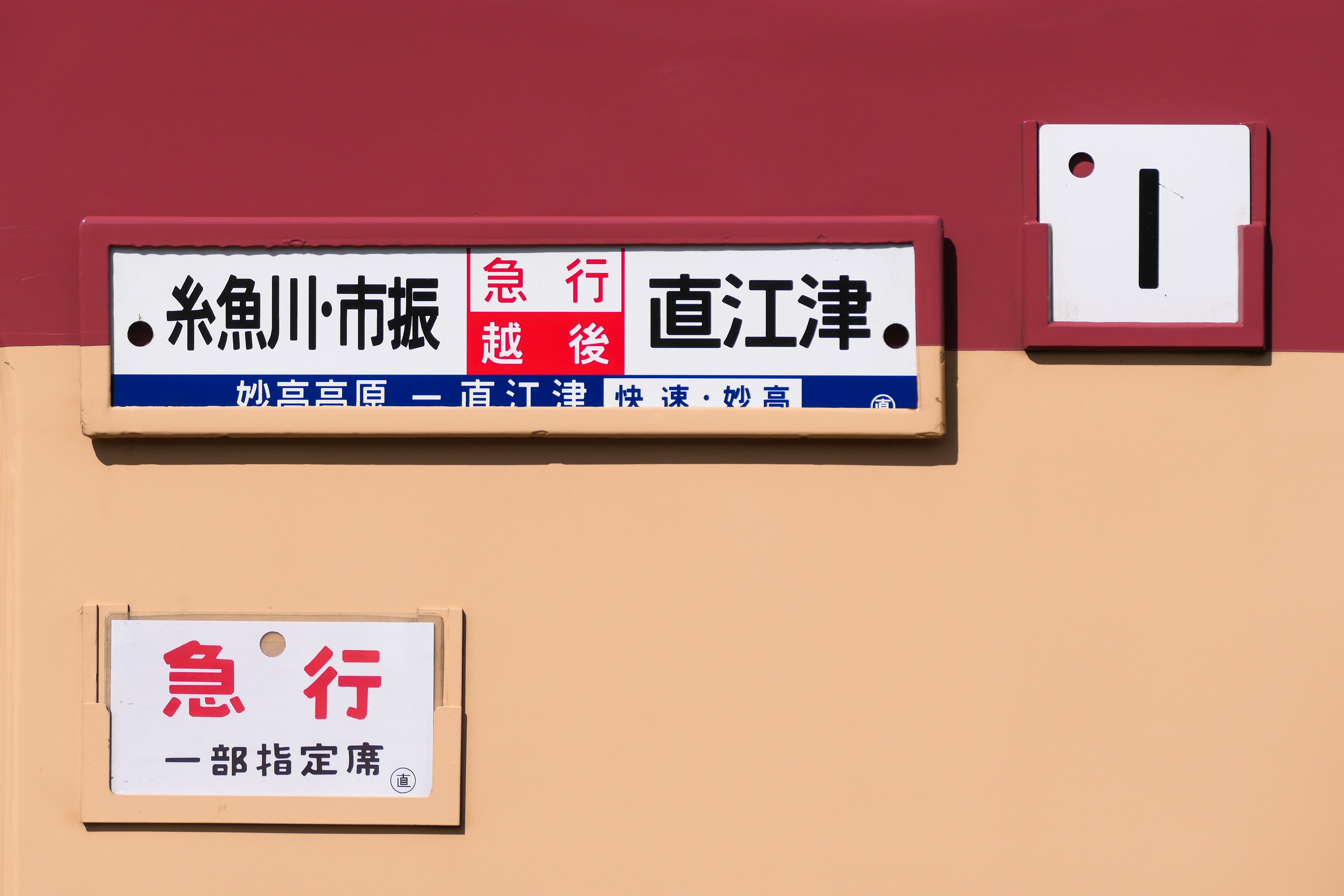
455系電車の側面に掲げられた行先標・愛称札（左上）号車札（右上）種別札（左下）